# Genocida Ujgurů v Číně
Genocida Ujgurů v Číně je souhrnné označení pro porušování lidských práv Ujgurů a dalších etnických a náboženských menšin v Sin-ťiangu, kterého se dopouští čínská vláda. Od roku 2014 čínská vláda pod vedením generálního tajemníka ústředního výboru Komunistické strany Číny Si Ťin-pchinga uvěznila bez jakéhokoli právního procesu v internačních táborech odhadem více než milion turkických muslimů. Od roku 2014 se také počítají deportace prchajících Ujgurů z Thajska, kde jsou také uprchlíci drženi v detenčních táborech a bez možnosti kontaktu s rodinami. V letech 2016–2021 tajemník Komunistické strany Číny v Sin-ťiangu Čchen Čchüan-kuo dramaticky zvýšil rozsah a působnost táborů. Jedná se o nejrozsáhlejší zadržování etnických a náboženských menšin od druhé světové války. Odborníci odhadují, že od roku 2017 bylo srovnáno se zemí nebo poškozeno přibližně šestnáct tisíc mešit a statisíce dětí byly násilně odděleny od rodičů a poslány do internátních škol.
Vládní politika zahrnuje svévolné zadržování Ujgurů ve státem podporovaných internačních táborech, nucené práce, potlačování ujgurských náboženských praktik, politickou indoktrinaci, kruté zacházení, nucenou sterilizaci, nucenou antikoncepci  a nucené potraty. Čínské vládní statistiky uvádějí, že od roku 2015 do roku 2018 klesla porodnost v převážně ujgurských městech Chotan a Kašgar o více než 60 %. Ve stejném období se porodnost v celé zemi snížila o 9,69 %. Čínské úřady přiznaly, že porodnost v Sin-ťiangu v roce 2018 klesla téměř o třetinu, ale popřely zprávy o nucené sterilizaci a genocidě. V roce 2019 porodnost v Sin-ťiangu klesla o dalších 24 %, zatímco celostátní pokles činil 4,2 %.
Tato politika byla popsána jako nucená asimilace Sin-ťiangu, etnocida či kulturní genocida nebo jako genocida. Ti, kdo Čínu obviňují z genocidy, poukazují na úmyslné činy čínské vlády, které jsou podle nich v rozporu s článkem II Úmluvy o zabránění a trestání zločinu genocidia.
Čínská vláda popírá, že by se v Sin-ťiangu dopouštěla porušování lidských práv. V hodnocení Úřadu Vysokého komisaře OSN pro lidská práva stojí, že čínská politika a akce v oblasti Sin-ťiang mohou být zločiny proti lidskosti, i když nepoužila termín genocida. Mezinárodní reakce se různí. V roce 2020 vydalo 39 členských států OSN prohlášení, v němž kritizovaly čínskou politiku, zatímco 45 zemí vyjádřilo Číně podporu, včetně Severní Koreje, Ruska, Běloruska, Kuby nebo Zimbabwe, a postavilo se proti „politizaci otázek lidských práv a dvojím standardům“. V prosinci 2020 byl případ předložený Mezinárodnímu trestnímu soudu zamítnut, protože se zdálo, že údajné trestné činy byly „spáchány výhradně státními příslušníky Číny na území Číny, tedy státu, který není smluvní stranou Římského statutu“, což znamená, že je Mezinárodní trestní soud nemůže vyšetřovat. Spojené státy americké prohlásily porušování lidských práv za genocidu a svůj závěr oznámily 19. ledna 2021, ačkoli Ministerstvo zahraničí Spojených států amerických zjistilo, že pro tuto charakteristiku neexistují dostatečné důkazy. Zákonodárné sbory v několika zemích od té doby přijaly nezávazné návrhy, v nichž označily jednání Číny za genocidu, včetně Dolní sněmovny Kanady, nizozemského parlamentu, Dolní sněmovny Spojeného království, litevského Seimasu a francouzského Národního shromáždění. Další zákonodárné sbory, například parlamenty Nového Zélandu a Belgie a Senát Parlamentu České republiky, odsoudily zacházení čínské vlády s Ujgury jako „závažné porušování lidských práv“ nebo zločiny proti lidskosti. Další deportace uprchlíků z Thajska do Číny jsou doloženy v únoru roku 2024, což vyvolalo mezinárodní protesty.